# DOS4GW
DOS/4GW è il più utilizzato DOS extender a 32 bit, progettato per permettere ai programmi DOS di eliminare il limite della memoria convenzionale di 640 KB, potendo indirizzare tutta la memoria estesa sui processori Intel 80386 e successivi nei sistemi operativi MS-DOS, PC-DOS, DR-DOS ed i DOS box di OS/2 e Windows, Windows NT, Windows 95 e altri cloni DOS, emulatori DOS come DOSBox. Fu sviluppato dalla Tenberry Software come un sottoinsieme di DOS/4G e fu distribuito assieme al compilatore Watcom C.
DOS/4GW è una libreria altamente flessibile e riutilizzabile per la gestione della memoria, permetteva ai programmatori di accedere facilmente alla memoria estesa senza codice specializzato. Fu ampiamente utilizzato dai giochi come Doom.